# ژردی یومپارت
ژُردی یومپارت (کاتالونیایی: Jordi Llompart؛ زادهٔ ۱۱ اکتبر ۱۹۶۲) روزنامه‌نگار، کارگردان فیلم، فیلم‌نامه‌نویس، نویسنده، و تهیه‌کننده فیلم اهل اسپانیا است.
از فیلم‌هایی که وی در آن‌ها نقش داشته‌است، می‌توان به اسرار رود نیل اشاره نمود.